# Tengia scopulorum
Tengia scopulorum là một loài thực vật có hoa trong họ Tai voi. Loài này được Chun miêu tả khoa học đầu tiên năm 1946.